# Hörnum

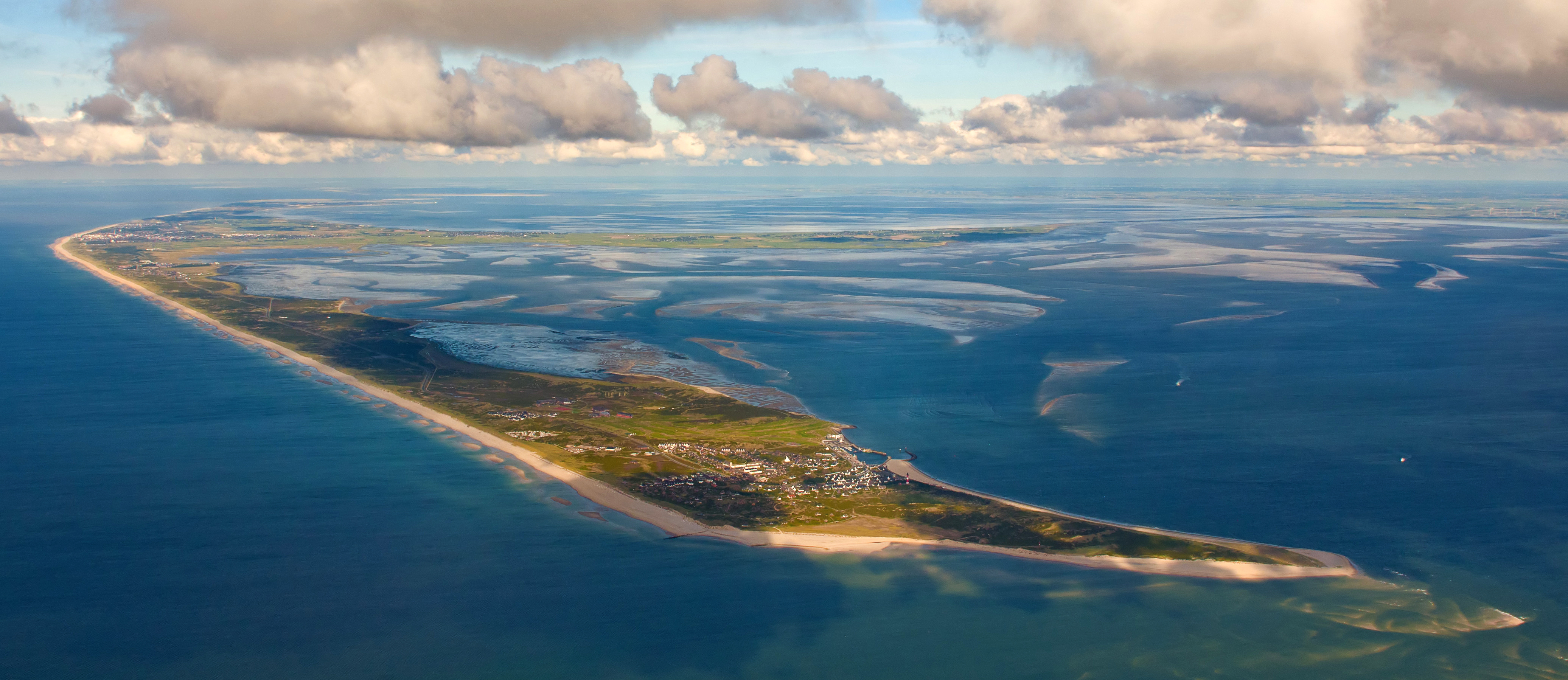
Hörnum

Hörnum è un comune di 895 abitanti dello Schleswig-Holstein, in Germania.
Appartiene al circondario (Kreis) della Frisia Settentrionale (targa NF) ed è parte della comunità amministrativa (Amt) di Landschaft Sylt.